# David Todd Wilkinson
David Todd Wilkinson (Hillsdale (Michigan), 13 mei 1935 - Princeton (New Jersey), 5 september 2002) was een wereldbekend pionier op het terrein van de kosmologie, en specialiseerde zich in de studie van de kosmische microgolfstraling ('cosmic microwave background radiation' CMB) als overblijfsel van de oerknal.  Hij werd geboren in Hillsdale, Michigan, en haalde zijn doctoraal natuurkunde aan de Universiteit van Michigan onder de supervisie van H. Richard Crane.
Hij was professor natuurkunde aan de Princeton-universiteit van 1965 tot aan zijn pensionering in 2002. Hij maakte fundamentele bijdragen aan vele grote CMB experimenten, met inbegrip van twee NASA satellieten, de Cosmic Background Explorer (COBE) en de Wilkinson Microwave Anisotropy Probe (WMAP), die te zijner ere  werd vernoemd  na zijn dood vanwege kanker. In 2001 ontving Wilkinson de James Craig Watson Medal.